# Zweinaundorf

Zweinaundorf auf einer Karte von 1891

Zweinaundorf war bis zum Zusammenschluss mit dem benachbarten Mölkau 1934 eine selbständige Gemeinde südöstlich von Leipzig. Mit der Eingemeindung Mölkaus nach Leipzig wurde Zweinaundorf im Jahr 1999 zu einem Stadtteil von Leipzig.

## Geschichte
Das Dorf entstand aus zwei Siedlungen, die 1335 erstmals urkundlich erwähnt wurden: Kellners-Nuwendorf, das ab 1359 Schumanz-Nuwendorf hieß und später zum Unterdorf wurde, und Gottschalges-Nuwendorf, das spätere Oberdorf. Die zunehmende Verflechtung der beiden Siedlungen führte zu Beginn des 17. Jahrhunderts zur Bezeichnung Zweinavendorf. Das Gut Zweinaundorf (heute: Stadtgut Leipzig-Mölkau) wurde erstmals 1324 urkundlich erwähnt und bewirtschaftet heute 150 Hektar in ökologischer Landwirtschaft. Auf dem Gelände des Gutes befindet sich ein großer Landschaftspark, ein Kindergarten, eine Tierheilpraxis und ein Reitsport-Verein.
Am 12. Dezember 1614 wurde die erste Kirche eingeweiht. Im Dreißigjährigen Krieg machten Plünderungen und Brandschatzungen auch vor Zweinaundorf nicht halt. Das Rittergut gehörte ab 1726 dem Kreisamtmann Thomas Wagner, ab 1765 dem Leipziger Bürgermeister Rudolph August Schubart und ab 1770 dem Leipziger Rechtsprofessor Karl Ferdinand Hommel. Im Jahre 1835 zählte Zweinaundorf etwa 300 Einwohner. Der Ort lag bis 1856 im kursächsischen bzw. königlich-sächsischen Kreisamt Leipzig. Ab 1856 gehörte der Ort zum Gerichtsamt Leipzig I und ab 1875 zur Amtshauptmannschaft Leipzig.
Obwohl die Gemeinde ab 1887 einen Haltepunkt auf der neu erbauten Eisenbahnstrecke Leipzig–Chemnitz besaß, erfüllte sich die Hoffnung auf die Ansiedlung von Gewerbebetrieben nicht. Lediglich eine Eisengießerei nahm 1905 ihren Betrieb auf.
Durch den Bau von etwa 200 Häusern durch den Siedlungsverein Zweinaundorf e. V. in den Jahren 1924 bis 1933 entwickelte sich Zweinaundorf zum Landhausvorort. Die Zahl der Einwohner stieg dadurch von 614 im Jahre 1900 auf 1564 im Jahre 1933 an. Nachdem die 1929 begonnenen Verhandlungen mit der Stadt Leipzig über eine Eingemeindung ergebnislos geblieben waren, erfolgte zum 1. Januar 1934 der Zusammenschluss mit der Gemeinde Mölkau. Die neue Gemeinde erhielt aus Rücksicht auf mehrere in Mölkau angesiedelte bedeutende Unternehmen den Namen des kleineren Mölkau.
Zusammen mit Mölkau wurde Zweinaundorf 1999 nach Leipzig eingemeindet.

Blick auf Zweinaundorf, 1772
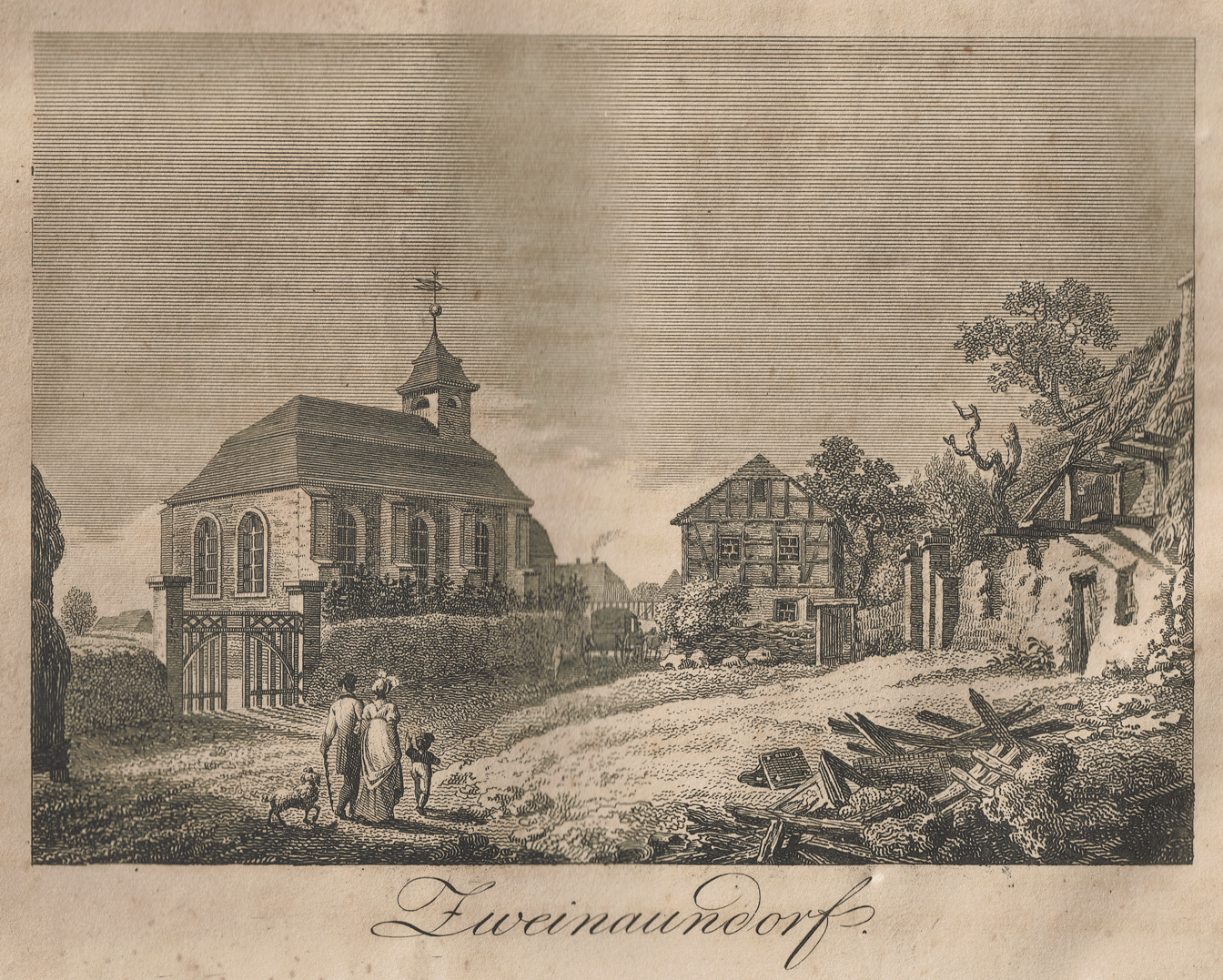
Ansicht von Zweinaundorf nach der Völkerschlacht, 1815
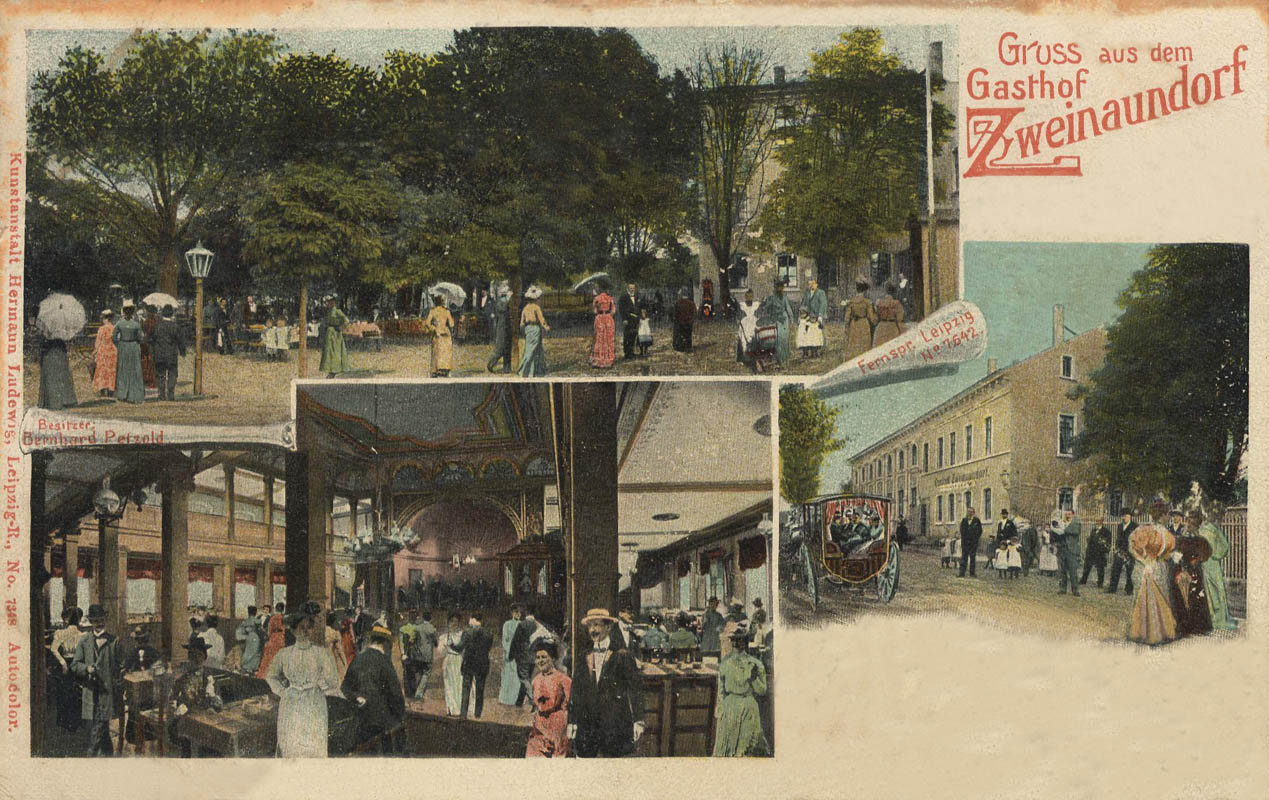
Der Gasthof Zweinaundorf um 1900
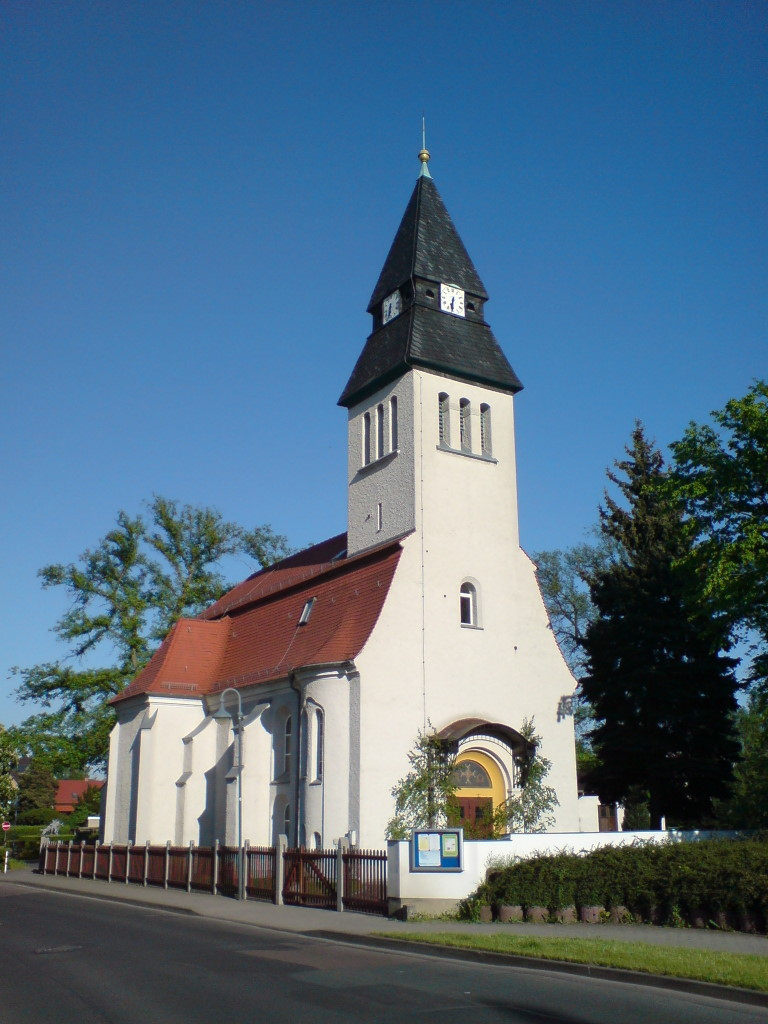
Die Kirche, Mai 2008
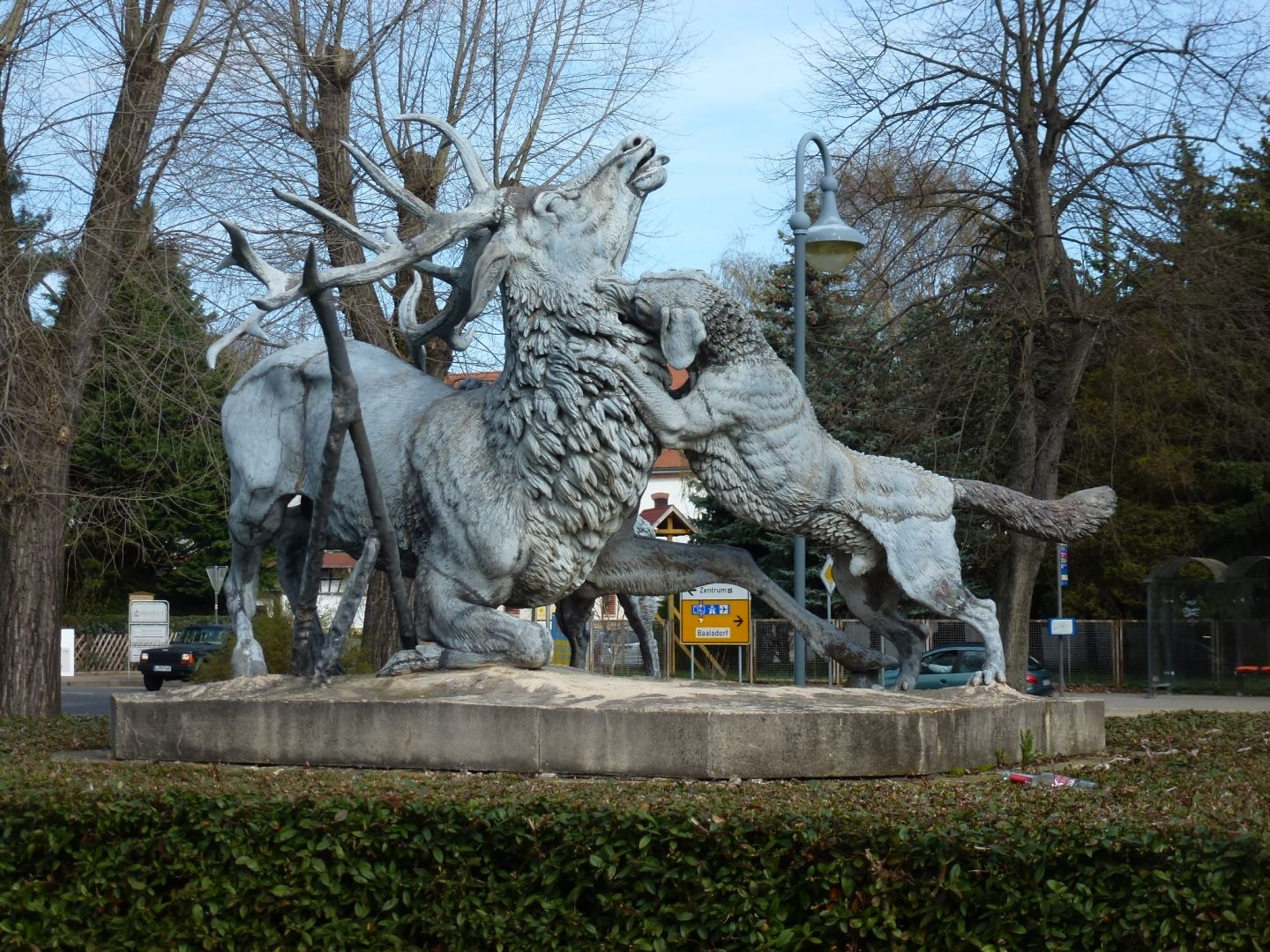
Die Hirschskulptur von 1871 aus dem ehemaligen Gutspark